# Backford
Backford est une paroisse civile et un village du Cheshire, en Angleterre.